# Radopholus similis
El nematodo barrenador (Radopholus similis) es un parásito que afecta a varios cultivos importantes, en especial la banana (Musa x paradisiaca), los Citrus y la caña de azúcar (Saccharum officinarum). Es un endoparásito migratorio que se aloja en las raíces, causándoles lesiones que disminuyen la capacidad de absorción de nutrientes de la planta.

## Descripción
El nematodo barrenador se caracteriza por un marcado dimorfismo sexual. Los ejemplares masculinos miden entre 500 y 600 µm. La cabeza es redondeada, no esclerotizada, con el cuello marcado por una constricción bien visible. El estilete está mal desarrollado, mide unos 12 µm y tiene nódulos poco prominentes. La región del labio es cónica, y distintivamente elevada. Tiene una bolsa rústicamente crenada que recubre dos tercios de la cola, cuya punta es aguda y redondeada. 
Los femeninos miden de 650 a 600 µm, con 20 a 24 µm de diámetro. La cabeza está ligeramente aplanada. El estilete es una vez y media más largo que en el macho, con los nódulos prominentes. La vulva se ubica alrededor de la mitad del cuerpo; tiene dos ovarios elongados. La espermateca es esférica. La punta de la cola es elongada y conoidal, con una región hialina distintiva. 

## Hábitos
La especie es de hábito migratorio y endoparasítico, reproduciéndose en el interior del tejido vascular de plantas huésped. Completa su ciclo de vida en el interior de la corteza radical, donde la hembra deposita los huevos. La reproducción es normalmente sexual, pero puede producirse por partenogénesis. La hembra produce alrededor de dos huevos por día, que eclosionan en el curso de la semana. El ciclo de vida oscila entre los 18 y los 25 días.
La supervivencia de los ejemplares en suelo libre de huéspedes no excede los seis meses.

## Distribución
R. similis tiene distribución pantropical. Se lo ha documentado en África, Asia, América, Cuba, Australia y varios países de la costa del mar Mediterráneo. Se transmite principalmente con la redistribución de suelo o raíces infectados. Se presume que fue este el vehículo de difusión, en rizomas infectados de banano, a partir de su ámbito original en el sur de Asia. 

## Huéspedes e impacto económico
Es una de las principales plagas que afectan el banano y los cítricos, y muchos países imponen cuarentenas para restringir su transmisión. Entre las plantas que afectan se cuenta el banano, la pimienta (Piper nigrum), los cítricos (Citrus spp.), la palma betel (Areca catechu), el cocotero (Cocos nucifera), el cafeto (Coffea sp.), el palmito (Chamadorea elegans), la caña de azúcar  (Saccharum officinarum), el té (Camellia sinensis), la cúrcuma (Curcuma domestica) y el jengibre (Zingiber spp.), así como ornamentales de los géneros Anthurium, Epipremnum, Philodendron, Spathifillum, Syngonium, Calathea y Maranta.

## Taxonomía
Existen dos razas, que algunos investigadores clasificaron en su momento como especies distintas; una de ellas coloniza principalmente el banano, mientras que la otra es capaz de infectar tanto cítricos como bananos. Los intentos de clasificar esta última como R. citrophilus Huettel, Dickson & Kaplan 1984 fueron refutados por el análisis molecular de Kaplan y Opperman en el 2000. La raza que afecta el cítrico es uno de los vectores principales de la tristeza del cítrico, mientras que la del banano favorece la difusión de la enfermedad de Panamá.